# Câu chuyện cảnh sát 2013
Câu chuyện cảnh sát 2013 là bộ phim hành động của Trung Quốc-Hồng Kông năm 2013 được đạo diễn và viết kịch bản bởi Đinh Thịnh, và diễn viên chính là Thành Long trong một cuộc khởi động lại của loạt phim Câu chuyện cảnh sát - Police Story. Bộ phim do Đinh Thịnh làm đạo diễn, trước đây từng thực hiện phim Đại binh tiểu tướng cũng có Thành Long tham gia. Không giống như các phim Câu chuyện cảnh sát trước đây, nơi ông đóng vai cảnh sát Hồng Kông, Thành Long đã đóng vai một cảnh sát Trung Quốc đại lục.
Như Tân câu chuyện cảnh sát, Câu chuyện cảnh sát 2013 là một phần độc lập với một giai điệu sẫm màu hơn so với các phần trước, những bộ phim hài hước hơn. Đây là bộ phim thứ sáu trong loạt phim.

## Nội dung
Thám tử Zhong Wen đến Wu Bar để tìm kiếm con gái của mình, Miao Miao, người bây giờ là bạn gái của ông chủ hộp đêm Wu Jiang. Tuy nhiên, Zhong không đồng ý với mối quan hệ của Miao, dẫn đến một cuộc tranh cãi giữa cha và con gái. Trước khi Zhong có thể làm lành với Miao, anh ta bị một kẻ tấn công vô danh đánh vào đầu, trong một âm mưu do Wu sắp đặt.
Tỉnh lại, Zhong thấy mình bị mắc kẹt trên ghế, và hai bàn tay bị trói bằng dây kim loại. Anh ta suy luận rằng Wu đã theo dõi anh ta, nhưng không thể kết luận tại sao. Zhong cũng biết rằng những người khách khác, kể cả con gái mình, đang bị giam giữ. Wu điện thoại cho cảnh sát địa phương và yêu cầu một khoản tiền chuộc lớn cũng như người tù nhân Wei Xiaofu, trước khi rời khỏi căn phòng Zhong đang bị trói.
Zhong thoát khỏi dây trói và thoát khỏi căn phòng. Anh ta tìm thấy phòng bí mật của Wu, phần lớn chứa đầy áp phích của một cô gái tuổi teen và hình Wu hồi trẻ, người được đặt biệt danh "Spider" khi anh ta tham gia Kickboxing. Anh cũng nhìn thấy các bản thiết kế của quán bar và biết rằng Wu dự định sẽ đánh bom toàn bộ quán bar nếu vụ bắt cóc của anh ta thất bại. Thông qua Miao, Zhong lấy được một chiếc điện thoại di động, anh ta dùng để liên lạc với cảnh sát. Thật không may, Wu nhanh chóng phát hiện ra rằng Zhong đã trốn khỏi phòng giam giữ. Wu bắt Miao và đe dọa nhúng tay cô vào bể cá piranha, buộc Zhong phải ra mặt.
Bị bắt lại, Zhong đề nghị với Wu cho anh giúp đỡ trong việc tìm kiếm Wei, người vẫn chưa đến. Wu đồng ý và cho Zhong hai lựa chọn - đánh bại một trong những tay sai của mình trong một trận chiến và được phép giải thoát ba con tin, hoặc thừa nhận thất bại và tìm Wei một mình. Zhong nhượng bộ, đồng ý chiến đấu. Với sự kiên trì, Zhong đã đánh thắng tên tay sai của Wu.
Zhong sau đó thuyết phục Wei Xiaofu đi vào quán bar với anh ta. Trở lại Wu Bar, Wu Jiang tiết lộ lý do đằng sau vụ bắt cóc: anh ta dự định trả thù Zhong, Wei, và ba con tin khác, tất cả đều là nhân chứng trùng hợp ngẫu nhiên với cái chết của em gái của Wu. Vào ngày định mệnh ấy, Wei muốn ăn cắp thuốc cho mẹ mình tại một hiệu thuốc. Em gái của Wu cũng ở hiệu thuốc đó. Khi hành động trộm cắp của Wei bị phát hiện, anh ta hoảng loạn và giữ em gái của Wu dưới mũi dao. Phim tiết lộ rằng cô đã có thai và do căng thẳng, đã tự sát bằng cách cắt cổ cô bằng con dao của Wei. Zhong, người đang lái xe về nhà, đã chứng kiến tình huống nguy hiểm đó, nhưng không thể cứu cô.
Khi Wu đón nhận sự thật, lực lượng cảnh sát tấn công vào. Những quả bom do Wu đặt phát nổ và bọn tội phạm chạy trốn qua một con đường thoát hiểm. Trong sự bối rối sau đó, Wu bắt Miao đi cùng. Zhong đuổi theo và cả ba người dừng lại ở một đường ray dưới lòng đất. Wu cho Zhong hai lựa chọn: tự bắn hoặc nhìn con gái mình chết. Zhong chọn cái đầu tiên nhưng lại nhận ra khẩu súng không có đạn. Wu thông báo cho Zhong rằng anh đã vượt qua bài kiểm tra và đã giành được sự tôn trọng của anh. Wu trả lại Miao cho Zhong và chuẩn bị để cho một chiếc xe lửa đụng mình. Zhong không thể ngăn cản hành động tự tử của Wu nhưng may mắn thay, chiếc xe lửa chuyển hướng trước khi nó đụng Wu. Wu bị cảnh sát bắt giữ, trong khi Zhong được đưa đến bệnh viện.

## Diễn viên
- Thành Long vai Thám tử Zhong Wen
- Lưu Diệp vai Wu Jiang
- Cảnh Điềm vai Miao Miao
- Ân Đào vai Lan Lan
- Lưu Nghi Vĩ vai Niu
- Châu Hiểu Âu vai Wei Xiaofu
- Vu Vinh Quang vai Đội trưởng Wu
- Trương Lỗi vai Quanzi
- Lưu Bội Kỳ vai Zhang
- Cổ Lực Na Trát vai Xiao Wei
- Trát Tạp vai Bin Ge
- Ngô Việt vai Yue
- Liễu Hải Long vai Pizhong
- Na Uy vai Na Na
- Thái Lộ vai Kun
- Đinh Thịnh vai tài xế xe tải

## Sản xuất
Việc quay phim Câu chuyện cảnh sát 6 bắt đầu vào tháng 11 năm 2012 tại Bắc Kinh. Để chuẩn bị cho vai diễn của mình, Thành Long cắt tóc ngắn để phù hợp với vẻ bề ngoài của một cảnh sát đại lục. Về vai diễn mới của mình, Thành Long đã đăng tải trên tài khoản Sina Weibo của mình:
| “ | Tôi đã từng đóng vai cảnh sát nhiều lần trước đây, nhưng tôi chưa bao giờ quay một bộ phim tập trung vào cuộc đời của một cảnh sát đại lục. Vì vậy, lần này, tôi có cơ hội để hoàn thành vai trò này. | ” |

Quay phim kết thúc vào tháng 2 năm 2013 và bắt đầu sản xuất, với các diễn viên lồng tiếng lại cuộc đối thoại của họ.

## Phát hành
Một buổi chiếu phim công cộng Câu chuyện cảnh sát 6 đã được tổ chức tại Liên hoan phim Quốc tế Bắc Kinh 2013 vào tháng 4 năm 2013. Thành Long cũng quảng bá bộ phim tại Liên hoan phim Cannes 2013 vào tháng 5 năm 2013. Bộ phim được phát hành tại Trung Quốc vào ngày 24 tháng 12 năm 2013.
Bộ phim đã được phát hành vào tháng 6 năm 2015 tại Hoa Kỳ bởi Well Go USA Entertainment.

## Đón nhận
Phim có rating 44% trên Metacritic.